# Vlag van Rotselaar
De vlag van Rotselaar werd door de gemeenteraad op 30 september 1981 officieel vastgesteld als de gemeentelijke vlag van de Vlaams-Brabantse gemeente Rotselaar. Op 2 februari 1982 werd hij door het koninklijk besluit bevestigd en uiteindelijk gepubliceerd op 21 april 1982 en opnieuw op 4 januari 1995 in het officiële Belgisch Staatsblad.
Officieel wordt de vlag beschreven als:
Wit met drie rode lelies met afgesneden voet.
De vlag is volledig gebaseerd op het gemeentewapen en ziet er dus helemaal hetzelfde uit.

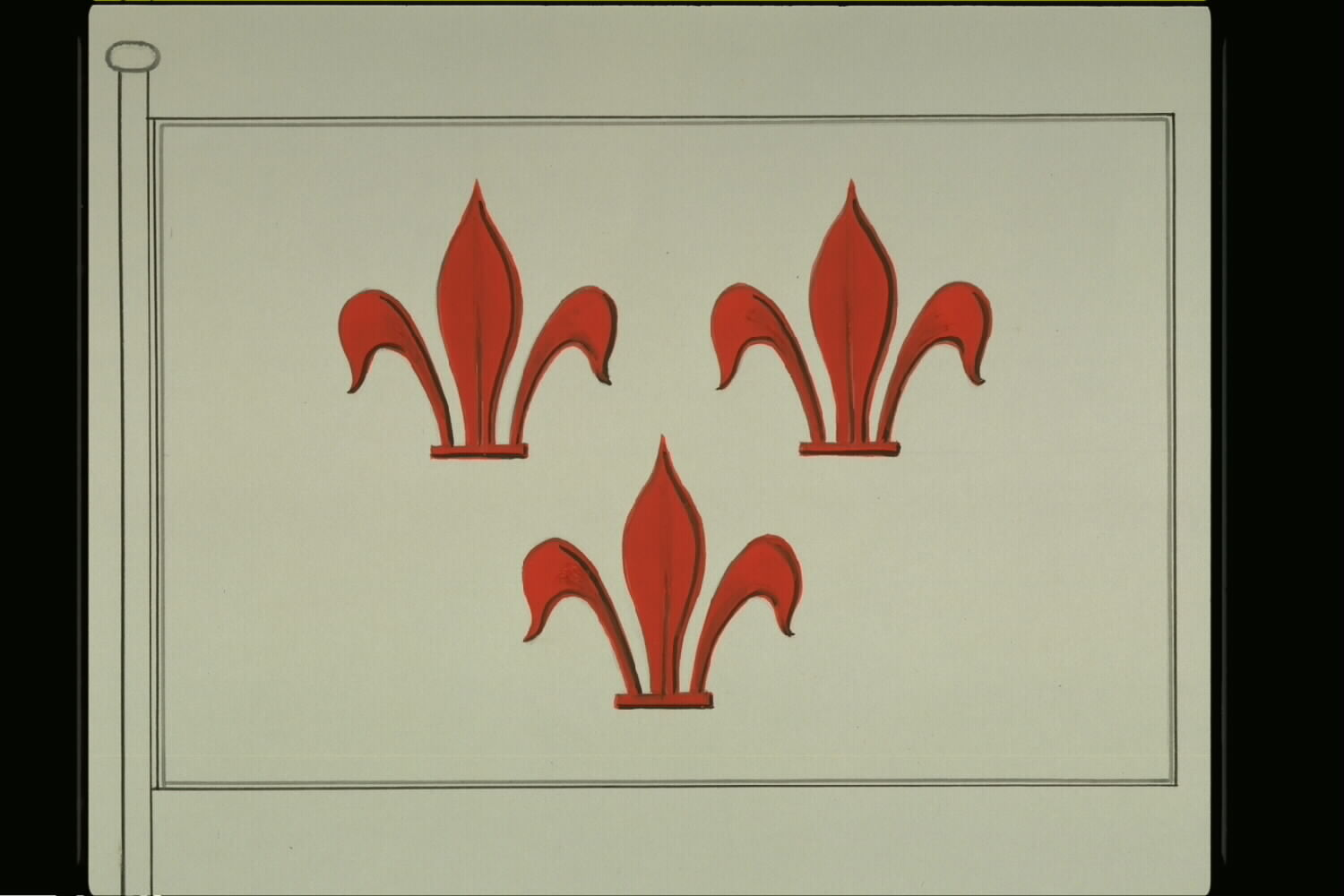
Officiële tekening van de vlag